# Егоровка (Фалештский район)
Егоровка (рум. Egorovca) — село в Фалештском районе Молдавии. Является административным центром коммуны Егоровка, включающей также станцию Катранык и село Чулук.

## География
Расположена в центральной части Фалештского района в 4 км от Фалешт, в 20 км от Бельц, рядом с автодорогой E583 Роман (Румыния) — Житомир (Украина). В 1 км от села расположена железнодорожная станция Катранык.
Высота населённого пункта - 134 метра над уровнем моря.

## История
Село Егоровка было основано в 1919 году русскими старообрядцами из села Покровка, а также из сёл Старое Грубно, Новая Грубна и города Бендеры. В 1920 году в селе была построена деревянная церковь Рождества Пресвятой Богородицы.
Образованию села предшествовала земельная реформа, предпринятая правительством Румынии в 1918 году в Бессарабии. Данная реформа ограничивала помещичьи угодья до 100 га на хозяйство и значительно сокращала земли монастырей. Освободившиеся земли предлагались для заселения и хозяйствования.
Желая переселиться на новые, более плодородные и пригодные для хозяйствования земли и получить большие наделы, новогрубненцы отправили своих уполномоченных в префектуру Фалешты. За немалую мзду чиновник, ведавший земельными делами - Левицкий Егор (Георгий) оформил необходимые документы и добился разрешения на заселение здешних земель, принадлежавших ранее монастырю. Среди жителей села по сей день бытует мнение, что именно с этим обстоятельством связано название села - Егоровка.
Люди, переселившиеся в новое село, наделялись участками (лотами) по 6 га земли на одну семью или один двор: 5 га пахотной земли и 1 га пастбища. За пахотные земли крестьяне платили, а пастбища выдавались бесплатно.
Первым делом переселенцы выбрали место для постройки будущей церкви – самый высокий холм в округе. Для жилья весной и летом 1919 года копали землянки (бурдеи) или строили бараки, которые располагались как на территории нынешних улиц, так и на территории бывшей колхозной тракторной бригады.
К осени 1919 года было построено 50-56 землянок, которые впоследствии были заменены на саманные дома.
Среди первых поселенцев старожилы села отмечали Загороднева Григория, Богданова Дмитрия, Широкова Платона, Попова Гавриила и других. Жителями первой улицы были Карелов Емельян, отец Сергий Прокопов. Одним из первых жителей села был и Непомнящий Леон (отец Дубоделовой Мавры Леоновны). Он был строителем старообрядческой церкви в Егоровке.
Через 20 лет, к началу сороковых годов в селе насчитывалось 200-210 домов.
Новоселы занимались крестьянским хозяйством, выращивали хлеб, овощи и, фрукты, виноград и бахчевые культуры, разводили скот и птицу, пчел. Использовался в основном ручной труд, примитивные орудия труда.
Чередование полевых культур обычно было такое: первый год сеяли пшеницу, на следующий год – подсолнечник, затем кукурузу. Поля удобрялись только навозом. Поля вспахивали под отдельные культуры на глубину 12-13 см, а иногда - 4-5 см. Убирали хлеб серпом, косой. Уничтожали сорняки сапой (капаницей). Хлеб молотили цепами.
Жители села владели и навыками ремесла - каждый хозяин умел плотничать, столярничать, хозяйки пряли, ткали, вышивали и т.д. В селе были свои бондари, кузнецы.
С течением времени отдельные семьи, чаще это семьи с большим количеством сыновей, смогли крепко встать на ноги, стали более зажиточными. Они стали больше применять возможную в те времена механизацию- косилки, молотилки. У некоторых семей появилась возможность выкупать участки земли у крестьян, которые не справлялись с ее обработкой. Таким образом, наделы некоторых крестьянских хозяйств достигали размеров в 50 га, что приводило к использованию и наемной рабочей силы из числа обедневших крестьян или работников из других сел. Кроме того, участки земли могли сдаваться в аренду новым переселенцам. Арендная плата зависела от качества участка, составляла от 20 до 50% собранного урожая. Особенно ценились участки, пригодные для выращивания арбузов и дынь.
Чаще же наделы земли переходили по наследству от родителей к детям, причем землей наделяли не только сыновей, но и дочерей.
Жители села не только вели крестьянские хозяйства, но и занимались «коммерцией», или, на современный лад, бизнесом.
Так, старожилы вспоминали, что очень выгодно было брать в аренду пойменные участки вдоль Прута, и выращенные арбузы и дыни вывозить в Яссы на продажу. Или в те же Яссы возить «бравый» (очень хороший) виноград, купленный в Кодрах, т.е. в центральной части Молдовы.
Основным типом поселения была уличная деревня, которую разбивали по заранее намеченному плану. Дома располагались по обеим сторонам улицы. Приусадебный участок засаживался садом и виноградом. Дома строились из самана, обмазывались глиной и белились известью. Накрывали дома соломой и камышом, позже- дранкой или даже железом. Дома 20-30-х годов еще сохранились в Егоровке, хотя и с измененной планировкой.
Егоровка, как любое старообрядческое село, являлось достаточно закрытым сообществом, куда чужаки не допускались. Жители села отличались приверженностью к вере, трудолюбием, порядочностью. Несмотря на то, что село входило в состав Царской Румынии, жители не конфликтовали с властью. Мальчики обучались в румынской школе, парни служили в армии. Для слежения за порядком в село изредка заезжали конные жандармы из Фалешт. Однако их работа была формальной, т.к. с закатом солнца все жители сидели по домам. Воровства в селе не было вообще, дома и сараи даже не закрывались на замок, а просто «подпирались» веником или палкой. Жители изготавливали вино, однако алкогольными напитками не злоупотребляли, за целую свадьбу могла быть выпита «полторачка» (фигурная бутылка объемом 1,5 л) вина.

### Сельский дом
Дома располагались на значительном расстоянии друг от друга. Когда подрастали дети, родители их наделяли не только участками земли для обработки, но и местом под постройку нового дома. На Центральной улице села жители могут указать расположенные рядом дома Кулаковых, Семеновых, Ветровых, Щербаковых и др., т.е. родственников от одного корня. Нынешняя Центральная улица в Егоровке не только самая длинная, но и наиболее старая. Старожилы вспоминают, что ее когда-то называли Покровской, т.к. большинство ее жителей были из Покровки.
Полы в домах были глиняные, их каждую субботу обновляли, смазывая свежей глиной. Окна были маленькие, выходящие во двор и на улицу. В каждом доме было обычно по две комнаты – одна жилая, теплая, и вторая- парадная горница (тая хата), чаще неотапливаемая, и небольшая кухня. Сердцем дома была русская печь, которая не только обогревала жилище, но и служила для приготовления пищи, а также сна.
В переднем углу жилой комнаты (хаты) был красный угол с иконами, под ним часто стоял стол. Вдоль стен располагались лавки, крытые полавниками. Лавки могли служить не только для того, чтобы сидеть за столом, но и для сна. Стены украшались семейными фотографиями в рамах.
К дому иногда пристраивали чуланчики, сарайки для инструментов и сельхозинвентаря или птичники. Во дворе строили сараи для скота, птицы, погреба, бани. Для обеспечения хозяйства водой копались колодцы. Обычно одним колодцем пользовались 10-15 домов. Для приготовления пищи летом во дворе под навесом строили еще одну печь, часто ее совмещали с сушилкой (сушней) для фруктов и ягод.

### Храм
История становления Егоровки неразрывно связана со строительством Храма.
Поскольку все жители села являлись старообрядцами, строительство церкви для них являлось первоочередной задачей. Кроме того, старожилы вспоминали, что перед жителями нового села было поставлено условие- постройка домов разрешалась после того, как будет выстроена церковь.
Строительство вели всем миром, из подручных материалов – установили деревянные столбы, между ними из веток - плетеная изгородь, которую с двух сторон обмазывали глиной (прародитель железобетона). Церковь была построена достаточно быстро, по некоторым источникам, освящение Храма Рождества Пресвятой Богородицы состоялось в 1921г.
Строительные и ремонтные работы, оснащение и благоустройство Храма продолжались еще достаточно долго. Со временем были заменены окна и двери, церковь снаружи и внутри была обита доской, крыша покрыта железом. В таком виде старая Егоровская церковь существует и по сей день.
Один из первых поселенцев Семенов Иван Илларионович, работавший по дереву, изготовил для Храма макет церкви и Плащаницу, которые использовались в службах. За свою тонкую работу и удивительное мастерство он даже получил от односельчан прозвище Чудный. Сейчас эти предметы перенесены во вновь построенную церковь, плащаница используется в Пасхальной службе
Первым священником Егоровской церкви был белокриницкий иерей отец Сергий (Прокопов Сергей Евфимович), 1888-1972 гг.
Родители отца Сергия Евфимий и Ирина Прокоповы с детьми переехали из с. Старая Грубна в Бессарабию, в с. Новая Грубна, надеясь купить там землю. В 1910 году Сергий Прокопов был рукоположен (высвещен) в диаконы Новогрубенской церкви. Впоследствии семья переехала в Егоровку, где отец Сергий активно занимался строительством и освящением храма. Матушка Матрёна Гавриловна родом из Бельц. В семье родилось 16 детей, выросли Петр, Марья, Аксинья, Федор. В Егоровской церкви Рождества Пресвятой Богородицы отец Сергий служил до конца своих дней. Упокоился он в 1972 году, похоронен на сельском кладбище.
Отец Лазарь (Семенов) родился в 1915 году в Старой Грубне (Украина). После переезда в Егоровку 25 лет рядом с о.Сергием служил пономарем Егоровской церкви. Позднее стал диаконом, а после кончины о.Сергия был рукоположен во священники ко храму с.Егоровка. Упокоился о.Лазарь в 1986 году, погребён на местном старообрядческом кладбище.
Отец Поликарп правил в Егоровском храме недолгое время после кончины отца Лазаря.
Отец Василий (Богданов) родился в 1956 г. Духовное образование получил от отца. Рукоположение получил в Егоровской церкви в 1986г., в которой прослужил до 2000г. Был переведен на службу в Бельцкий храм, однако по необходимости продолжал править службы в Егоровской церкви – крестил, венчал, причащал, отпевал. Отец Василий освящал в Егоровке - большой деревянный "Поклонный крест" ( уст. 7 апреля 2010 г.) и новую церковь (2012 г.).

### Строительство новой церкви
Егоровская церковь верно прослужила прихожанам почти сто лет. Здание постепенно ветшало, и жители Егоровки стали думать о постройке нового здания. Это решение пришлось на сложный период как для села, так и для страны в целом. Активно шла миграция молодого трудоспособного населения, сначала временно на заработки, а затем на постоянное место жительства. Принятие решения о начале строительства далось не просто. И вот в августе 2002 г. владыка Зосима освятил место будущего Храма и благословил начало работ.
Строительство храма длилось 11 лет, еще год ушел на подготовку к открытию и освящению. Эта сложная и ответственная работа проходила под руководством Председателя общины Бейко Клавдии.
Клавдия Бейко, председатель общины, работала в тесном сотрудничестве с активом - «десяткой», в составе которой: дьяк Александр Бейко, пономарь Владимир Бейко и позже- Марк Семенов, продавец - Анна Овчинникова, просфирница –Прасковья Дубовикова, ревизионная комиссия - Правсковья Щербакова и Анна Семенова, а также Григорий Овчинников, Анастасия Селезнева и другие.
Для обеспечения финансирования были организованы сборы средств жители Егоровки делали ежегодные пожертвования. Для закладки фундамента был организован сбор средств по старообрядческим общинам Молдовы,  в с.Добруджа отец Епифаний ежегодно собирал пожертвования для строительства Егоровской церкви.
Сбор средств был организован на исторической родине многих егоровчан – в с. Старая Грубна, Украина. У егоровской церкви были благотворители, пожелавшие оставить свое деяние тайным, выходцы из Егоровки, проживающие в Молдове, Украине, России и др., приезжая к родственникам, обязательно старались внести свой вклад.

## Население
По данным переписи населения 2004 года, в селе Егоровка проживает 969 человек (441 мужчина, 528 женщин).
Этнический состав села:
| Национальность | Число жителей | Процентный состав |
| -------------- | ------------- | ----------------- |
| русские        | 714           | 73.68             |
| молдаване      | 147           | 15.17             |
| украинцы       | 100           | 10.32             |
| болгары        | 2             | 0.21              |
| прочие         | 6             | 0.62              |
| Всего          | 969           | 100%              |